# Uroleucon garnicai
Uroleucon garnicai är en insektsart. Uroleucon garnicai ingår i släktet Uroleucon och familjen långrörsbladlöss. Inga underarter finns listade i Catalogue of Life.